# Чемпионат мира по шорт-треку среди юниоров 2017
Чемпионат мира по шорт-треку среди юниоров 2017 года проходил с 27-29 января в Инсбруке (Австрия).
Чемпионат включает в себя четыре дистанции — 500, 1000, 1500 и 1500 метров — суперфинал. На дистанциях сначала проводятся предварительные забеги, затем лучшие шорт-трекисты участвуют в финальных забегах. Чемпионом мира становится спортсмен, набравший наибольшую сумму очков по итогам четырёх дистанций. В случае равенства набранных очков преимущество отдаётся спортсмену занявшему более высокое место в суперфинале на дистанции 1500 м. Также проводятся с 2001 года эстафеты по три человека у девушек и у юношей на 2000 м. С 2011 года в эстафетах участвует по четыре человека на дистанциях 3000 м. С 2019 года абсолютный чемпион не разыгрывается.

## Общий медальный зачёт
| Место | Страна           | Золото | Серебро | Бронза | Всего |
| ----- | ---------------- | ------ | ------- | ------ | ----- |
| 1     | Республика Корея | 5      | 4       | 0      | 9     |
| 2     | Венгрия          | 4      | 0       | 1      | 5     |
| 3     | Китай            | 1      | 2       | 1      | 4     |
| 4     | Россия           | 0      | 3       | 2      | 5     |
| 5     | США              | 0      | 1       | 2      | 3     |
| 6     | Япония           | 0      | 0       | 4      | 4     |

## Медалисты

### Юноши
| Дисциплина        | Золото                                       | Серебро                                     | Бронза                                            |
| ----------------- | -------------------------------------------- | ------------------------------------------- | ------------------------------------------------- |
| 500 м             | Шаоанг Лю Венгрия                            | Томас Хонг США                              | Кадзуки Ёсинага Япония                            |
| 1000 м            | Шаоанг Лю Венгрия                            | Ким Си Ун Республика Корея                  | Ван Пэнюй Китай                                   |
| 1500 м            | Шаоанг Лю Венгрия                            | Александр Шульгинов Россия                  | Кадзуки Ёсинага Япония                            |
| 1500 м суперфинал | Ким Си Ун Республика Корея                   | Шаоанг Лю Венгрия                           | Кадзуки Ёсинага Япония                            |
| Многоборье        | Шаоанг Лю Венгрия                            | Ким Си Ун Республика Корея                  | Кадзуки Ёсинага Япония                            |
| Эстафета-3000 м   | Пак Но Вон Ким Си Ун Мун Вон Джун Чон Хок Ён | Ван Пэнюй Ван Хаотянь Сюй Чонъян Цзя Хайдун | Томас Хонг Брэндон Ким Бенджамин Торнок Аарон Хео |

### Девушки
| Дисциплина        | Золото                              | Серебро                                                                | Бронза                                              |
| ----------------- | ----------------------------------- | ---------------------------------------------------------------------- | --------------------------------------------------- |
| 500 м             | Ли Ю Бин Республика Корея           | Софья Просвирнова Россия                                               | Мааме Бини США                                      |
| 1000 м            | Ли Ю Бин Республика Корея           | Со Хви Мин Республика Корея                                            | Софья Просвирнова Россия                            |
| 1500 м            | Со Хви Мин Республика Корея         | Ли Цзиньюй Китай                                                       | Петра Ясапати Венгрия                               |
| 1500 м суперфинап | Ли Ю Бин Республика Корея           | Хан Су Лим Республика Корея                                            | Ли Цзиньюй Китай                                    |
| Многоборье        | Ли Ю Бин Республика Корея           | Со Хви Мин Республика Корея                                            | Софья Просвирнова Россия                            |
| Эстафета-3000 м   | Гун Ли Ли Цзиньюй Ло Линьюнь Сун Ян | Софья Просвирнова Екатерина Ефременкова Юлия Шишкина Ангелина Тарасова | Ами Хираи Сионэ Каминага Мивако Ямаура Аои Ватанабэ |